# Libeč (Trutnov)
Libeč (deutsch Gabersdorf) ist ein Ortsteil von Trutnov in der tschechischen Region Královéhradecký kraj.

## Geographie
Libeč liegt circa drei Kilometer nördlich von Trutnov im Tal des Libečský potok und ist über die Landesstraße 16 zu erreichen. Nordöstlich erhebt sich der Bolkův kopec (Bolkenberg, 541 m n.m.), im Westen der Zámecký vrch (Schloßberg, 635 m n.m.) und nordwestlich die Baba (Hanselgipfel, 673 m n.m.). Östlich von Libeč liegt die Absetzsperre Mrtvé jezero.
Nachbarorte sind Malý Křenov im Norden, Zlatá Olešnice im Nordosten, die Wüstung Debrné und Petříkovice im Osten, Lhota und Nové Voletiny im Südosten, Voletiny, Nové Dvory und Zelený Kopec im Süden, Horní Staré Město im Südwesten, Kalná Voda und Mladé Buky im Westen sowie Antonínovo Údolí, Bystřice und Babí im Nordwesten.

## Geschichte

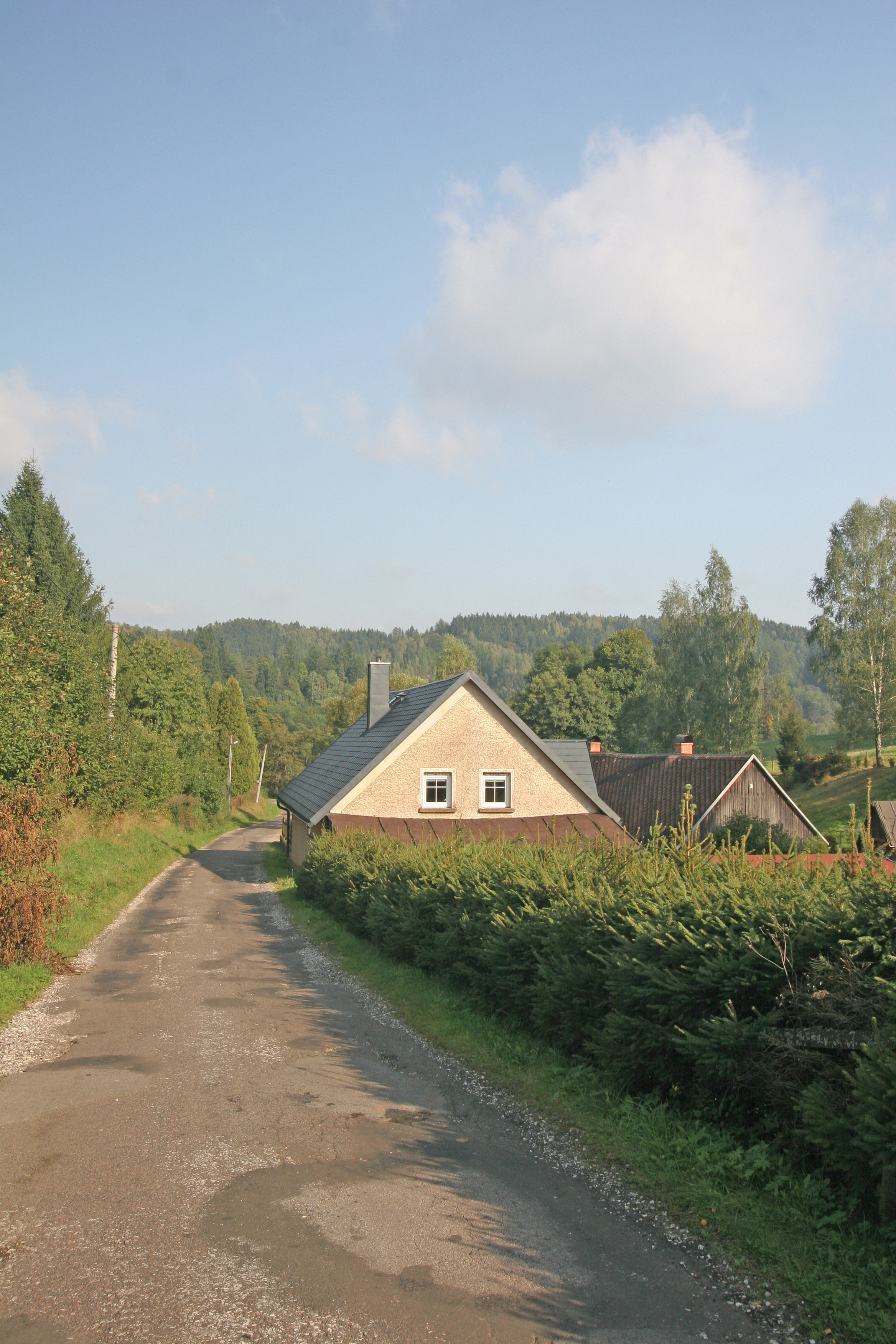
Ortsansicht

Die erste schriftliche Erwähnung des Dorfes erfolgte im Jahre 1260.
Im Jahre 1833 bestand das im Königgrätzer Kreis an der Schlesischen Straße gelegene Dorf Gabersdorf aus 69 Häusern, in denen 411 Personen lebten. Im Ort gab es eine Schule, die öffentliche Kapelle des hl. Johannes von Nepomuk, ein obrigkeitliches Bräuhaus sowie eine zweigängige Mühle. Pfarrort war Trautenau. Bis zur Mitte des 19. Jahrhunderts blieb das Dorf  der Herrschaft Trautenau untertänig.
Nach der Aufhebung der Patrimonialherrschaften bildete Gabersdorf ab 1849 einen Ortsteil der Gemeinde Goldenöls im Gerichtsbezirk Trautenau.  1868 wurde das Dorf dem Bezirk Trautenau zugeordnet. Am 29. August 1868 stimmte der Landtag des Königreiches Böhmen der Konstituierung der Gemeinde Gabersdorf zu. 1869 lebten in Gabersdorf 450 Personen, 1900 waren 472. 1920 wurde Libeč als tschechischer Ortsname eingeführt. 1930 hatte Gabersdorf 738 Einwohner, 1939 waren es 672. Nach dem Münchner Abkommen wurde Gabersdorf 1938 dem Deutschen Reich zugeschlagen und gehörte bis 1945 zum Landkreis Trautenau. Von 1941 bis 1945 bestand bei Gabersdorf ein Zwangsarbeitslager für jüdische Frauen. 1945 kam Gabersdorf zur Tschechoslowakei zurück. Die deutschen Bewohner wurden 1945 enteignet und vertrieben. 1981 wurde Libeč nach Trutnov eingemeindet, zugleich wurden Debrné und Nové Voletiny-sever von Voletiny nach Libeč umgegliedert. 1991 hatte Libeč 277 Einwohner. Im Jahre 2001 bestand der Ortsteil aus 67 Wohnhäusern und hatte 296 Einwohner.

## Ortsgliederung
Der Ortsteil Libeč besteht aus den Grundsiedlungseinheiten Debrné (Döberle), Libeč (Gabersdorf) und Nové Voletiny-sever (Neu Wolta-Nord).
Libeč gliedert sich in die Katastralbezirke Debrné und Libeč.

## Söhne und Töchter des Ortes
- Joseph Anton von Petzek (1744–1804), österreichischer Rechtsgelehrter und Autor

## Sehenswürdigkeiten
- Kirche des hl. Johannes von Nepomuk, erbaut 1813
- Reste der Felsenburg Rechenburk (Rechenburg), westlich von Libeč am Zámecký vrch
- wüste Burg Bolkov (Polzenstein), östlich von Libeč auf dem Bolkův kopec